# Sebastian Aho (ishockeyspelare född 1997)
Sebastian Antero Aho, född 26 juli 1997 i Raumo, är en finländsk professionell ishockeyforward som spelar för Carolina Hurricanes i National Hockey League (NHL). Han har tidigare spelat för Oulun Kärpät och Ässät i Liiga.
Aho draftades av Carolina Hurricanes i andra rundan av 2015 års draft som 35:e totalt.

## Statistik
| 2013–2014    | Oulun Kärpät        | Liiga        | 3   | 0   | 1   | 1   | 0   | —  | —  | —  | —  | —  |
| 2014–2015    | Oulun Kärpät        | Liiga        | 27  | 4   | 7   | 11  | 8   | 10 | 1  | 2  | 3  | 2  |
|              | Ässät               | Liiga        | 3   | 0   | 2   | 2   | 0   | —  | —  | —  | —  | —  |
| 2015–2016    | Oulun Kärpät        | Liiga        | 45  | 20  | 25  | 45  | 2   | 14 | 4  | 11 | 15 | 8  |
| 2016–2017    | Carolina Hurricanes | NHL          | 82  | 24  | 25  | 49  | 26  | —  | —  | —  | —  | —  |
| 2017–2018    | Carolina Hurricanes | NHL          | 78  | 29  | 36  | 65  | 24  | —  | —  | —  | —  | —  |
| 2018–2019    | Carolina Hurricanes | NHL          | 82  | 30  | 53  | 83  | 26  | 15 | 5  | 7  | 12 | 2  |
| 2019–2020    | Carolina Hurricanes | NHL          | 68  | 38  | 28  | 66  | 26  | 8  | 3  | 9  | 12 | 4  |
| 2020–2021    | Carolina Hurricanes | NHL          | 56  | 24  | 33  | 57  | 32  | 11 | 6  | 5  | 11 | 12 |
| 2021–2022    | Carolina Hurricanes | NHL          | 79  | 37  | 44  | 81  | 38  | 14 | 4  | 7  | 11 | 12 |
| 2022–2023    | Carolina Hurricanes | NHL          | 75  | 36  | 31  | 67  | 42  | 15 | 5  | 7  | 12 | 12 |
| NHL totalt   | NHL totalt          | NHL totalt   | 520 | 218 | 250 | 468 | 214 | 63 | 23 | 35 | 58 | 42 |
| Liiga totalt | Liiga totalt        | Liiga totalt | 78  | 24  | 35  | 59  | 10  | 24 | 5  | 13 | 18 | 10 |

### Internationellt
| Källa: Uppdaterad: 2020-01-04 | Källa: Uppdaterad: 2020-01-04 | Källa: Uppdaterad: 2020-01-04 |         | Utv = Utvisningsminuter | Utv = Utvisningsminuter | Utv = Utvisningsminuter | Utv = Utvisningsminuter | Utv = Utvisningsminuter |
| År                            | Lag                           | Mästerskap                    | Matcher | Mål                     | Assists                 | Poäng                   | Utv                     |                         |
| ----------------------------- | ----------------------------- | ----------------------------- | ------- | ----------------------- | ----------------------- | ----------------------- | ----------------------- | ----------------------- |
| 2013                          | Finland                       | Ivan Hlinka                   | 4       | 0                       | 0                       | 0                       | 2                       |                         |
| 2014                          | Finland                       | U18-VM                        | 5       | 2                       | 1                       | 3                       | 4                       |                         |
| 2014                          | Finland                       | Ivan Hlinka                   | 4       | 5                       | 2                       | 7                       | 0                       |                         |
| 2015                          | Finland                       | U18-VM                        | 1       | 0                       | 1                       | 1                       | 0                       |                         |
| 2015                          | Finland                       | JVM                           | 5       | 0                       | 0                       | 0                       | 2                       |                         |
| 2016                          | Finland                       | JVM                           | 7       | 5                       | 9                       | 14                      | 4                       |                         |
| 2016                          | Finland                       | VM                            | 10      | 3                       | 4                       | 7                       | 4                       |                         |
| 2016                          | Finland                       | World Cup                     | 3       | 0                       | 0                       | 0                       | 0                       |                         |
| 2017                          | Finland                       | VM                            | 10      | 2                       | 9                       | 11                      | 4                       |                         |
| 2018                          | Finland                       | VM                            | 8       | 9                       | 9                       | 18                      | 2                       |                         |
| Junior totalt                 | Junior totalt                 | Junior totalt                 | 26      | 12                      | 13                      | 25                      | 12                      |                         |
| Senior totalt                 | Senior totalt                 | Senior totalt                 | 31      | 14                      | 22                      | 36                      | 10                      |                         |